# 池塘 (加利福尼亞州)
池塘（英語：Pond）是位於美國加利福尼亞州克恩縣的一個非建制地區。該地的面積和人口皆未知。

## 地理
池塘的座標為34°43′04″N 119°19′43″W / 34.71778°N 119.32861°W，而該地的平均海拔高度為86米（即282英尺）。